# Таныгина, Алевтина Анатольевна
Алевти́на Анато́льевна Таны́гина (род. 15 декабря 1989 года, Куженерский район, Марийская АССР) — российская лыжница, чемпионка России (2012), участница чемпионата мира 2015 года, мастер спорта международного класса. 

## Спортивная карьера
На молодёжном чемпионате мира (U23) 2010 года Алевтина Таныгина завоевала серебряную медаль в гонке на 10 км.
Принимала участие в чемпионате мира 2015 года в Фалуне. Лучшие результаты: 7 место в эстафете, 14 место в скиатлоне.  
В Кубке мира лучшими результатами Алевтины Таныгиной являются 7 место на дистанции 10 км на этапе в Рыбинске и 15 место в многодневке Тур де Ски в сезоне 2014/2015.
Алевтина Таныгина является чемпионкой России 2012 года на дистанции 30 км.